# Mogrus mirabilis
Mogrus mirabilis är en spindelart som beskrevs av Wesolowska, van Harten 1994. Mogrus mirabilis ingår i släktet Mogrus och familjen hoppspindlar. Inga underarter finns listade i Catalogue of Life.